# Doc McGhee
 Doc McGhee es un mánager musical estadounidense, conocido por su trabajo con las agrupaciones Kiss, Bon Jovi y Mötley Crüe. Las últimas dos bandas mencionadas lograron el estrellato mundial bajo su manejo. También ha trabajado con Hootie & the Blowfish.
Participó de un reality para la cadena VH1 llamado Supergroup, junto a Scott Ian, Ted Nugent, Evan Seinfeld, Sebastian Bach y Jason Bonham.  También apareció en el reality 4th and Loud del canal AMC, que trataba sobre los pormenores de la participación del equipo Los Angeles Kiss en la Arena Football League estadounidense.

## Bandas manejadas
- Mötley Crüe (1982-1989)
- Bon Jovi (1983-1991)
- Guns N' Roses (2010-2011)
- Kiss (1995-)
- Skid Row (1988-)
- The Front (1989 -1994)
- Hootie & the Blowfish
- Scorpions
- Roni Benise
- Jypsi (2007-2010)
- Nico Vega (2009-2010)
- Night Ranger (2007-)
- Crooked X (2007-2008)
- Vintage Trouble (2010-)
- Drew Davis Band
- Down
- CLAMPETT
- Chasin' Crazy (2015-2016)[5]

## Solistas manejados
- Bonnie McKee (2004-2009)
- Cheyenne Kimball (2007-)
- Darius Rucker
- Ted Nugent
- Paul Stanley
- Sacha Edwards
- Bob Schneider